# کلرید مولیبدن (V)

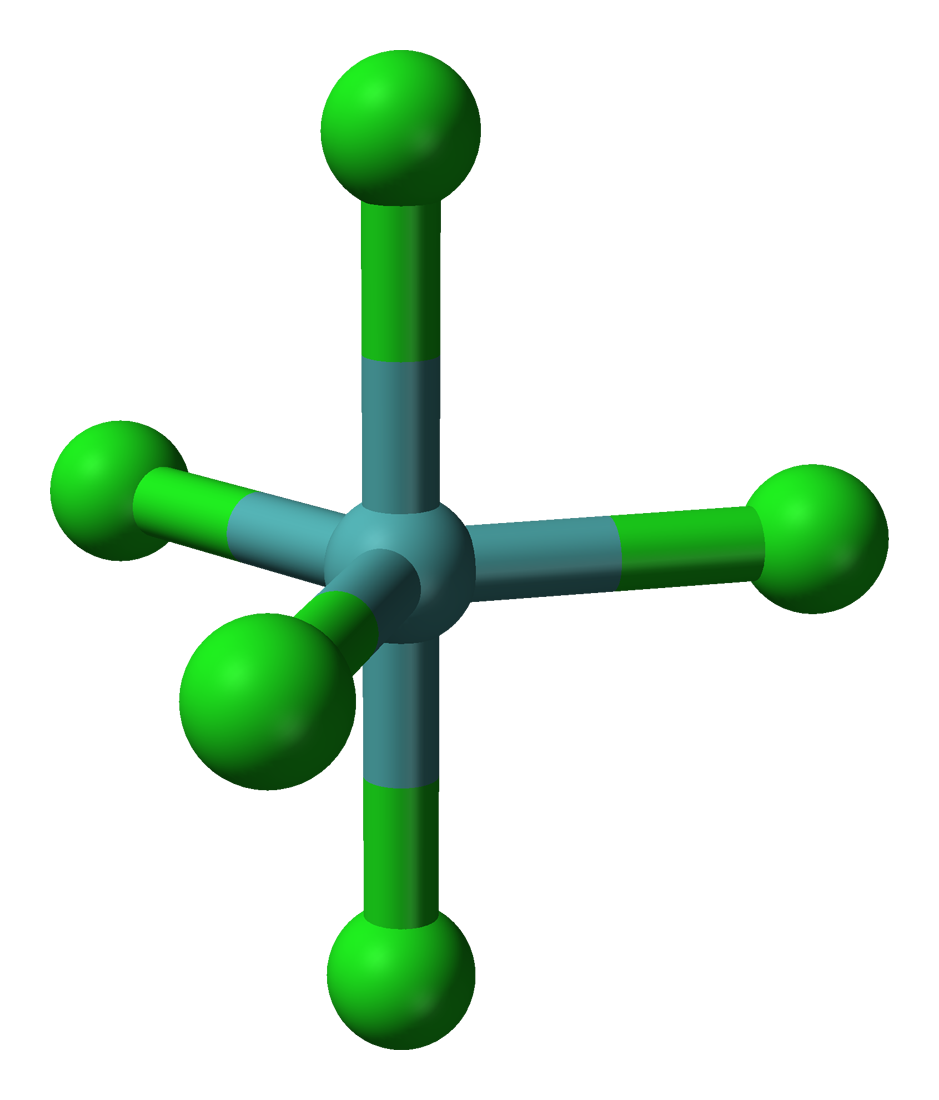
MoCl5

کلرید مولیبدن(V) (به انگلیسی: Molybdenum(V) chloride) با فرمول شیمیایی Cl۱۰Mo۲ یک ترکیب شیمیایی است. که جرم مولی آن ۲۷۳٫۲۱ g/mol می‌باشد. شکل ظاهری این ترکیب، جامد پارامغناطیس سبز تیره است.